# 青柳良太郎
青柳 良太郎（あおやぎ りょうたろう、1893年〈明治26年〉7月7日 - 1991年〈平成3年〉）は、新潟県出身の地方自治功労者。月潟村長（1928年～1932年、1946年～1961年）。

## 経歴

### 青年期

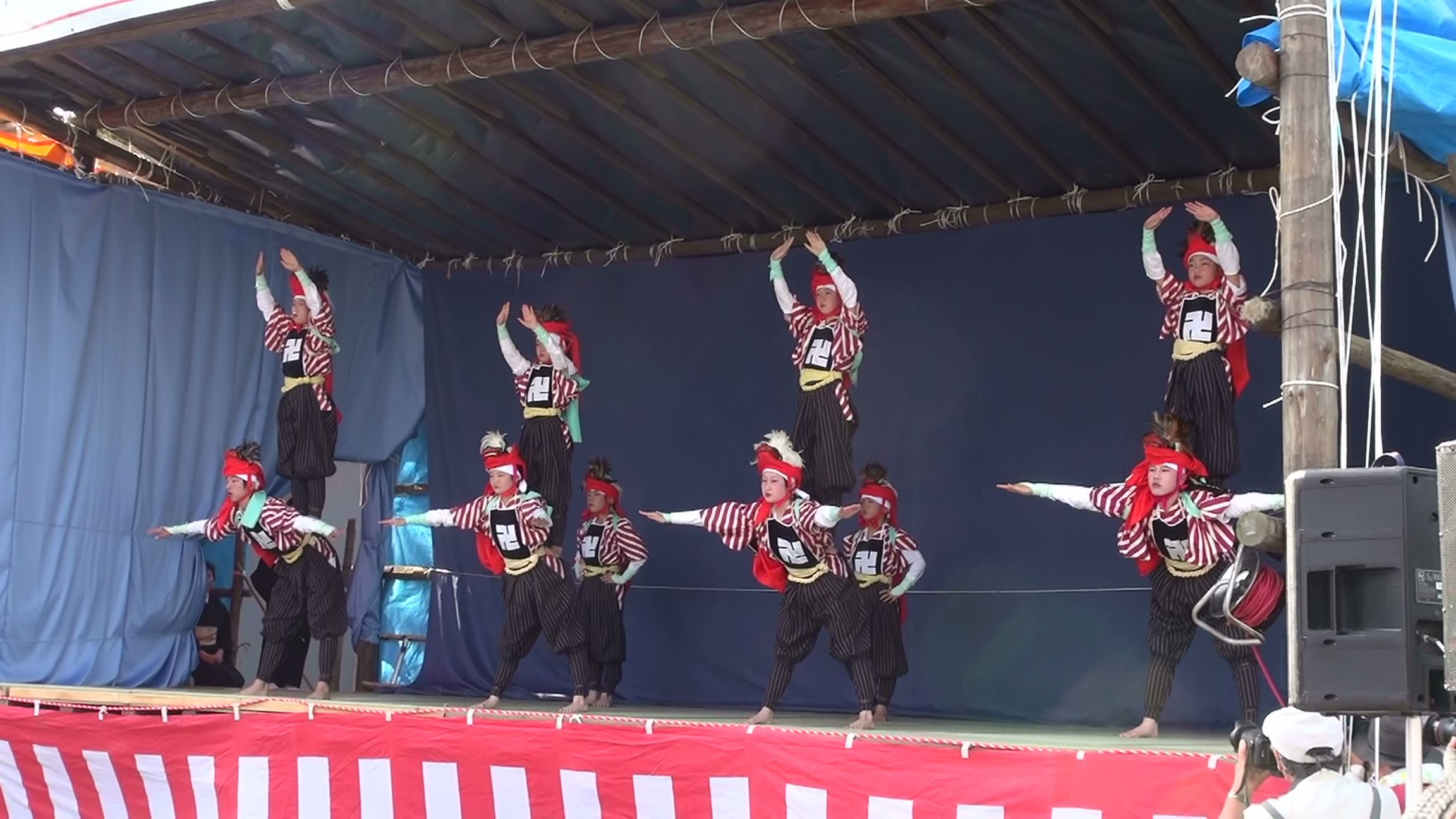
青柳が復興させた角兵衛獅子

1893年（明治26年）7月7日、新潟県西蒲原郡秋津村月潟（現・新潟市南区月潟）に生まれた。青年期には新発田の歩兵第16連隊に入隊して満州警備に派遣された。

### 月潟村長として
1928年（昭和3年）には35歳で月潟村長に就任し、近藤月平らとともに1933年（昭和8年）の新潟電鉄線（後の新潟交通電車線）開業などに尽力した。新潟電鉄の設立者である奥山亀蔵は角兵衛獅子が消失したのを悲しみ、しきりに青柳に角兵衛獅子の復活を促した。1936年（昭和11年）、青柳は渡辺寅之助（小太鼓）、道見豊信（笛）、小林信作（口上と太鼓）らとともに座敷芸として角兵衛獅子を再興させ、同年6月の白山神社祭礼で披露した。同年夏には角兵衛獅子保存会を結成し、日比谷公会堂で行われた新潟県人会総会でも披露した。
戦後の1946年（昭和21年）にも月潟村長に就任し、土地改良事業、耕地整理事業、1949年（昭和24年）の月潟橋の架橋、道路の拡幅、1951年（昭和26年）の月潟村立月潟中学校の建設などに尽力した。1959年（昭和34年）には月潟小学校の児童が演じる角兵衛獅子の再興に尽力した。月潟村商工組合長、月潟村料理屋組合長なども歴任した。
1973年（昭和48年）11月、月潟郷五ヶ江用水組合によって青柳良太郎翁寿像が建立された。1991年（平成3年）に死去した。